# Brachttal
Brachttal är en kommun i Main-Kinzig-Kreis i Regierungsbezirk Darmstadt i förbundslandet Hessen i Tyskland. Kommunen bildades 1 juli 1970 genom en sammanslagning av de tidigare kommunerna Schlierbach, Hellstein och Neuenschmidten. Spielberg och Streitberg uppgick i Brachttal 1 februari 1971 och Udenhain 1 juli 1974.